# ترنشنیوو
ترنشنیوو (به لاتین: Trešnjevo) یک منطقهٔ مسکونی در مونته‌نگرو است که در شهرداری آندریژویکا واقع شده‌است. ترنشنیوو ۴۶۱ نفر جمعیت دارد.